# 2006年の日本競馬
2006年の日本競馬（2006ねんのにほんけいば）では、2006年（平成18年）の日本競馬界についてまとめる。
2005年の日本競馬 - 2006年の日本競馬 - 2007年の日本競馬

## 概要
2006年の中央競馬は前年の無敗でクラシック三冠制覇を達成したディープインパクトが中心となった。天皇賞・春、宝塚記念と連勝で飾り、満を持ってフランスの第85回凱旋門賞に挑戦するも、現地の薬物規定を違反したことが判明し、失格処分となった。帰国後のジャパンカップ、有馬記念と連勝し、有馬記念当日に引退式を行った。
クラシック路線では中心となったのはメイショウサムソン。今年も3冠達成かに思われたが、菊花賞で敗北し、2年連続のクラシック三冠は達成できなかった。
種牡馬を中心にみれば、日本の生産界を支えてきたサンデーサイレンスが2002年に死去し、クラシック最後の世代となったがクラシックは無冠に終わった。また同じく2002年に死去し、同様に2世代しか残すことができなかったエルコンドルパサー産駒としては、ソングオブウインドが菊花賞で勝利、アロンダイトがジャパンカップダートに勝利した。
ダート路線では、昨年席捲したカネヒキリがフェブラリーステークスには勝利するものの、ドバイ遠征後の帝王賞でアジュディミツオーの前に敗北、屈腱炎で休養に追い込まれた。秋になりブルーコンコルドがマイルのGIを連勝後、勢いに乗り2000mの東京大賞典も勝利を収めた。
障害競走ではオーストラリアのカラジが中山グランドジャンプの連覇を達成。
ばんえい競馬ではスーパーペガサスが前人未到のばんえい記念4連覇。
ダートでもタイムパラドックスが8歳にしてGIのJBCクラシックに勝利。
中央競馬でのサラブレッド最多出走記録を達成したハートランドヒリュが調教中に不慮の死を遂げるなど、高齢馬が話題を多く提供してくれた1年でもあった。
内田博幸が佐々木竹見が持つ中央地方を含めた最多勝利記録を塗り替えたことも忘れてはならない。

## 重賞競走の主な変更点
- オーシャンステークス、キーンランドカップの重賞昇格。
- ヴィクトリアマイル、阪神カップの設立。
- CBC賞、セントウルステークスのグレード変更。

## できごと

### 1月～3月
- 2月4日 - 京都第4レース障害未勝利戦をモガリブエが制し、ノーザンテースト産駒は中央競馬において1979年からの28年連続勝利を達成。
- 2月11日 - 東京第7レースをゲンキナシャチョウが馬体重600kgで優勝。中央競馬での最高馬体重の勝利となる。
- 3月25日 - 中央競馬所属のハーツクライがドバイシーマクラシックを優勝、ユートピアがゴドルフィンマイルを優勝。
- 3月26日 - ばんえい競馬のスーパーペガサスが、史上初となるばんえい記念4連覇を達成。

### 4月～6月
- 5月14日 - ホッカイドウ競馬所属のコスモバルクがシンガポール航空インターナショナルカップを優勝。地方競馬所属馬による初の海外G1競走勝利。

### 7月～9月
- 7月1日 - 中央競馬所属のダンスインザムードがキャッシュコールマイル招待ステークスを優勝。
- 7月3日 - 種牡馬ラムタラのイギリスへの売却が決まる。売却額は24万USドル。
- 8月27日 - 小倉競馬場の第10競走・阿蘇ステークスでサンライズキングが1分41秒8の日本レコードで優勝。タケシバオーが持っていたダート1700mの日本レコードを0秒1更新。

### 10月～12月
- 10月1日 - 第85回凱旋門賞に中央競馬所属の競走馬ディープインパクトが出走し3位入線。
- 10月19日 - フランスの競馬統括機関フランスギャロが、凱旋門賞の競走後の検査でディープインパクトの体内から禁止薬物イプラトロピウムが検出されたことを発表。
- 11月7日 - 中央競馬所属のデルタブルースがメルボルンカップを優勝。
- 11月16日 - ディープインパクトの凱旋門賞での着順を3着から失格に変更。
- 12月2日 - 阪神競馬場の改修工事が終了し、芝外回りコースとダート2000mのコースが新設された。
- 12月24日 - ディープインパクトが第51回有馬記念を優勝し、競走馬として中央競馬史上最多タイGI7勝を達成。

## 競走成績

### 中央競馬・平地GI
- 第23回フェブラリーステークス（東京競馬場・2月19日）優勝 : カネヒキリ（騎手 : 武豊）
- 第36回高松宮記念（中京競馬場・3月26日）優勝 : オレハマッテルゼ（騎手 : 柴田善臣）
- 第66回桜花賞（阪神競馬場・4月9日）優勝 : キストゥヘヴン（騎手 : 安藤勝己）
- 第66回皐月賞（中山競馬場・4月16日）優勝 : メイショウサムソン（騎手 : 石橋守）
- 第133回天皇賞（春）（京都競馬場・4月30日） 優勝 :ディープインパクト（騎手 :武豊）
- 第11回NHKマイルカップ（東京競馬場・5月7日） 優勝 :ロジック（騎手 :武豊）
- 第1回ヴィクトリアマイル（東京競馬場・5月14日) 優勝 :ダンスインザムード（騎手 :北村宏司）
- 第67回優駿牝馬（オークス）（東京競馬場・5月21日) 優勝 :カワカミプリンセス（騎手 :本田優）
- 第73回東京優駿（日本ダービー）（東京競馬場・5月28日) 優勝 : メイショウサムソン（騎手 : 石橋守）
- 第56回安田記念（東京競馬場・6月4日) 優勝 : ブリッシュラック （騎手 :ブレット・プレブル）
- 第47回宝塚記念（京都競馬場・6月25日) 優勝 :ディープインパクト （騎手 ：武豊）
- 第40回スプリンターズステークス（中山競馬場・10月1日）優勝 : テイクオーバーターゲット（騎手 : ジェイ・フォード）
- 第11回秋華賞（京都競馬場・10月15日) 優勝 :カワカミプリンセス（騎手 :本田優）
- 第67回菊花賞（京都競馬場・10月22日） 優勝 :ソングオブウインド（騎手 :武幸四郎）
- 第134回天皇賞（秋）（東京競馬場・10月29日） 優勝 :ダイワメジャー（騎手 :安藤勝己）
- 第31回エリザベス女王杯（京都競馬場・11月12日） 優勝 :フサイチパンドラ（騎手 :福永祐一）
- 第23回マイルチャンピオンシップ（京都競馬場・11月19日） 優勝 :ダイワメジャー（騎手 :安藤勝己）
- 第7回ジャパンカップダート（東京競馬場・11月25日）優勝：アロンダイト（騎手：後藤浩輝）
- 第26回ジャパンカップ（東京競馬場・11月26日）優勝：ディープインパクト（騎手：武豊）
- 第58回阪神ジュベナイルフィリーズ（阪神競馬場・12月3日）優勝：ウオッカ（騎手：四位洋文）
- 第58回朝日杯フューチュリティステークス（中山競馬場・12月10日）優勝：ドリームジャーニー（騎手：蛯名正義）
- 第51回有馬記念（中山競馬場・12月24日）優勝：ディープインパクト（騎手：武豊）

### ダートグレード競走（地方競馬開催分）
- 第55回川崎記念（川崎競馬場・1月25日）優勝 : アジュディミツオー（騎手 : 内田博幸）
- 第18回かしわ記念（船橋競馬場・5月5日）優勝 : アジュディミツオー（騎手 : 内田博幸）
- 第29回帝王賞（大井競馬場・6月28日) 優勝 : アジュディミツオー（騎手 : 内田博幸）
- 第8回ジャパンダートダービー（大井競馬場・7月12日) 優勝 : フレンドシップ（騎手 : 内田博幸）
- 第21回ダービーグランプリ（盛岡競馬場・9月18日) 優勝 : マンオブパーサー（騎手 : 木幡初広）
- 第19回マイルチャンピオンシップ南部杯（盛岡競馬場・10月9日）優勝 : ブルーコンコルド（騎手 : 幸英明）
- 第6回JBCマイル（川崎競馬場・11月2日）優勝 : ブルーコンコルド（騎手 : 幸英明）
- 第6回JBCクラシック（川崎競馬場・11月3日）優勝 : タイムパラドックス（騎手 : 岩田康誠）
- 第57回全日本2歳優駿（川崎競馬場・12月20日）優勝：フリオーソ（騎手：内田博幸）
- 第52回東京大賞典（大井競馬場・12月29日）優勝：ブルーコンコルド（騎手：幸英明）

### 中央競馬・障害(JGI)
- 第8回中山グランドジャンプ（中山競馬場・4月15日）優勝 : カラジ（騎手 : ブレッド・スコット）
- 第129回中山大障害（中山競馬場・12月23日）優勝：マルカラスカル（騎手：西谷誠）

### アングロアラブ
- 第6回全日本タマツバキ記念アラブ大賞典（福山競馬場・6月4日）優勝：ラピッドリーラン（牝6、騎手：藤本三郎、調教師：那俄性哲也、勝時計：1:58.3）

### ばんえい
- 第38回ばんえい記念（帯広競馬場・2月20日）優勝：スーパーペガサス（牡10、騎手：藤野俊一、調教師：大友栄人、勝時計：4:36.1）

### 騎手招待競走
- 第5回佐々木竹見カップ ジョッキーズグランプリ（川崎競馬場・1月24日）優勝：酒井忍（川崎）
- スーパージョッキーズトライアル2006（盛岡競馬場・10月18日、園田競馬場・10月24日）優勝：濱口楠彦（笠松）
- 第20回ワールドスーパージョッキーズシリーズ（阪神競馬場・12月2日、12月3日）優勝：アンドレアス・スボリッチ（ドイツ）

## 表彰

### JRA賞
- 年度代表馬・最優秀4歳以上牡馬　ディープインパクト（牡4・栗東）
- 最優秀2歳牡馬　ドリームジャーニー（牡2・栗東）
- 最優秀2歳牝馬　ウオッカ（牝2・栗東）
- 最優秀3歳牡馬　メイショウサムソン（牡3・栗東）
- 最優秀3歳牝馬・最優秀父内国産馬　カワカミプリンセス（牝3・栗東）
- 最優秀4歳以上牝馬　ダンスインザムード（牝5・栗東）
- 最優秀短距離馬　ダイワメジャー（牡5・美浦）
- 最優秀ダートホース　アロンダイト（牡3・栗東）
- 最優秀障害馬　マルカラスカル（牡4・栗東）

- 最多勝利調教師・優秀技術調教師　森秀行（栗東）
- 最高勝率調教師　池江泰寿（栗東）
- 最多賞金獲得調教師　松田博資（栗東）
- 騎手大賞（最多勝利騎手・最高勝率騎手・最多賞金獲得騎手）　武豊（栗東）
- 最多勝利障害騎手　西谷誠（栗東）
- 最多勝利新人騎手　該当者なし
- JRA賞馬事文化賞　株式会社ビーワイルド、岩崎徹

### ダートグレード競走最優秀馬
- ブルーコンコルド （牡6・JRA栗東）

### NARグランプリ
- 年度代表馬・サラブレッド4歳以上最優秀馬　アジュディミツオー（牡5・船橋）
- サラブレッド2歳最優秀馬　フリオーソ（牡2・船橋）
- サラブレッド3歳最優秀馬・最優秀牝馬　チャームアスリープ（牝3・船橋）
- アラブ最優秀馬　キジョージャンボ（牡6・愛知）
- ばんえい最優秀馬　アンローズ（牝7）
- 最優秀短距離馬　ネイティヴハート（牡8・愛知）
- 最優秀ターフ馬　コスモバルク（牡5・北海道）
- 特別表彰馬　ブルーコンコルド（牡6・JRA栗東）

- 最優秀調教師賞　川島正行（船橋）
- 最優秀騎手賞　内田博幸（大井）
- 優秀新人騎手賞・優秀女性騎手賞　山本茜（愛知）
- 優秀女性騎手賞　宮下瞳（愛知）、別府真衣（高知）
- ベストフェアプレイ賞　戸崎圭太（大井）
- 特別賞　矢作和人（大井）、川原正一（兵庫）、田部和則（北海道）、五十嵐冬樹（北海道）

## リーディング

### リーディングジョッキー
| 分類         | 騎手の氏名 | 勝利数 |
| ------------ | ---------- | ------ |
| 中央競馬     | 武豊       | 178    |
| 地方競馬     | 内田博幸   | 463    |
| ばんえい競走 | 藤野俊一   | 161    |

### リーディングサイアー
| 順位 | 中央競馬           | 地方競馬               |
| ---- | ------------------ | ---------------------- |
| 1    | サンデーサイレンス | アジュディケーティング |
| 2    | アグネスタキオン   | フサイチコンコルド     |
| 3    | ダンスインザダーク | シャンハイ             |
| 4    | フジキセキ         | ブライアンズタイム     |
| 5    | ブライアンズタイム | カコイーシーズ         |
| 6    | サクラバクシンオー | ティンバーカントリー   |
| 7    | スペシャルウィーク | タヤスツヨシ           |
| 8    | フレンチデピュティ | ジェニュイン           |
| 9    | エルコンドルパサー | アフリート             |
| 10   | クロフネ           | バブルガムフェロー     |

### リーディングブルードメアサイアー
| 順位 | 中央競馬・地方競馬総合 |
| ---- | ---------------------- |
| 1    | ノーザンテースト       |
| 2    | サンデーサイレンス     |
| 3    | トニービン             |
| 4    | マルゼンスキー         |
| 5    | ヌレイエフ             |
| 6    | ミスタープロスペクター |
| 7    | リアルシャダイ         |
| 8    | トウショウボーイ       |
| 9    | カーリアン             |
| 10   | ダンシングブレーヴ     |

## 誕生
この年に生まれた競走馬は2009年のクラシック世代となる。

### 競走馬
- 1月16日 - ナリタクリスタル
- 1月24日 - ヒカルアマランサス
- 1月27日 - ヴィーヴァヴォドカ
- 2月4日 - トーセンジョーダン
- 2月5日 - サンカルロ、リーチザクラウン
- 2月7日 - アイアンルック
- 2月8日 - ダノンカモン
- 2月10日 - スーニ
- 2月14日 - シルクフォーチュン、ストロングガルーダ、ラヴェリータ
- 2月19日 - ラヴズオンリーミー
- 2月22日 - アイアムカミノマゴ
- 2月24日 - イタリアンレッド
- 2月27日 - ゲットフルマークス
- 3月2日 - ゴールデンチケット
- 3月4日 - ブリッツェン
- 3月9日 - シェーンヴァルト、トランセンド
- 3月10日 - ジェルミナル
- 3月11日 - ロジユニヴァース
- 3月12日 - ハービンジャー
- 3月13日 - アプレザンレーヴ、セイクリムズン
- 3月14日 - ブエナビスタ、フミノイマージン、ワンダーアキュート
- 3月16日 - グランプリエンゼル
- 3月19日 - テスタマッタ
- 3月21日 - サニーサンデー
- 3月23日 - シリアスアティテュード、テイエムオーロラ
- 3月25日 - エーシンビートロン
- 3月28日 - ネコパンチ、ブロードストリート、ランフォルセ
- 3月31日 - エーシンモアオバー
- 4月1日 - フサイチセブン
- 4月3日 - フォゲッタブル、ワンカラット
- 4月4日 - デグラーティア、モエレビクトリー
- 4月5日 - ナカヤマフェスタ
- 4月7日 - ダノンヨーヨー
- 4月11日 - ジョーカプチーノ
- 4月12日 - ケイアイドウソジン
- 4月13日 - アンライバルド、マルカフリート
- 4月14日 - ベストメンバー
- 4月16日 - シルクメビウス、ドスライス
- 4月17日 - グロリアスノア、ファイアーフロート、トシキャンディ
- 4月19日 - レッドディザイア
- 4月20日 - タッチミーノット、ティアップワイルド
- 4月22日 - パワーストラグル
- 4月24日 - アントニオバローズ
- 4月25日 - イナズマアマリリス
- 4月26日 - スリーロールス
- 4月27日 - アーリーロブスト、ケイアイガーベラ、ブレイクランアウト
- 4月29日 - イコピコ、セイクリッドバレー
- 4月30日 - セイウンワンダー、テイエムハリアー
- 5月4日 - ネフェルメモリー
- 5月9日 - エーシンクールディ
- 5月10日 - トウカイミステリー
- 5月12日 - バアゼルリバー
- 5月17日 - ナイキマドリード
- 5月20日 - ナムラタイタン
- 5月21日 - レッドスパーダ
- 5月22日 - フィフスペトル
- 5月26日 - ストロングリターン
- 6月2日 - ディアジーナ
- 9月10日 - マルペンサ

### 人物
- 1月4日 - 吉村誠之助（騎手）
- 2月14日 - 遠藤汰月（騎手）
- 3月27日 - 橋木太希（騎手）
- 7月20日 - 田山旺佑（騎手）
- 7月28日 - 舟山瑠泉（騎手）

## 死去

### 競走馬、繁殖馬
- 1月5日 - アローキャリー
- 1月30日 - ダイナコスモス
- 2月2日 - ギャロップダイナ
- 2月26日 - コスモサンビーム
- 3月22日 - ハートランドヒリュ
- 4月3日 - メジロマックイーン
- 4月29日 - ナミ
- 8月16日 - ベガ
- 8月19日 - ラインクラフト
- 12月6日 - ヒシアトラス

### 人物
- 1月 - 伊藤修司（調教師）
- 3月21日 - 宮川泰（作曲家。京都競馬場・阪神競馬場・中京競馬場の平地GI競走を含む関西主場の競走用ファンファーレを作曲）
- 8月8日 - 佐藤隆（騎手・船橋）
- 9月11日 - 吉永正人（元騎手・調教師）
- 9月14日 - 志摩直人（競馬評論家・詩人）

## 引退

### 競走馬
- 1月4日 - アドマイヤグルーヴ
- 1月5日 - サンライズペガサス
- 1月6日 - タップダンスシチー
- 1月11日 - スティルインラブ
- 1月11日 - ヘヴンリーロマンス
- 1月12日 - オースミコスモ
- 1月18日 - アドマイヤマックス
- 2月8日 - ウインラディウス
- 3月3日 - オースミハルカ
- 3月15日 - ダイワエルシエーロ
- 3月22日 - ゴッドオブチャンス
- 4月19日 - シーザリオ
- 4月19日 - シックスセンス
- 4月19日 - スズカマンボ
- 8月25日 - ナリタセンチュリー
- 9月1日 - タガノマイバッハ
- 9月6日 - アドマイヤジャパン
- 9月14日 - リンカーン
- 9月29日 - イングランディーレ
- 10月1日 - ハルウララ
- 10月26日 - スナークレイアース
- 11月15日 - ダンツキッチョウ
- 11月18日 - ヤマニンシュクル
- 11月22日 - テレグノシス
- 11月30日 - ハーツクライ
- 12月2日 - タイムパラドックス
- 12月8日 - グラッブユアハート
- 12月20日 - チアフルスマイル
- 12月21日 - ダンスインザムード
- 12月22日 - バランスオブゲーム
- 12月25日 - ディープインパクト

### 人物
- 2月28日 - 大久保正陽（JRA調教師）
- 2月28日 - 大塚栄三郎（JRA騎手）
- 2月28日 - 加藤修甫（JRA調教師）
- 2月28日 - 北橋修二（JRA調教師）
- 2月28日 - 古賀一隆（JRA調教師）
- 2月28日 - 清水久雄（JRA調教師）
- 2月28日 - 天間昭一（JRA騎手）
- 2月28日 - 中尾銑治（JRA調教師）
- 2月28日 - 成宮明光（JRA調教師）
- 2月28日 - 松田正弘（JRA調教師）
- 2月28日 - 松永幹夫（JRA騎手）
- 3月31日 - 三浦堅治（JRA騎手）
- 4月30日 - 安田康彦（JRA騎手）
- 5月31日 - 冨田一幸（JRA調教師）
- 12月17日 - 大西直宏（JRA騎手）

### 繁殖馬
- アサクサカントリー
- アルカング
- イタリアンカラー
- インテリパワー
- エアジャスティス
- オースミメダリスト
- クラノコウテイ
- サイレンスホーラー
- サニースワロー
- シンコウウインディ
- ダンディーハート
- トウショウオリオン
- トウショウフリート
- トップコマンダー
- トーホウキング
- パークリージェント
- ビコーペガサス
- フサイチブライアン
- ヘイセイシルバー
- ベストタイアップ
- ホークアタック
- マイネルブライアン
- マキバスナイパー
- マンボノテイオー
- ムービースター
- メジロディザイヤー
- ユートカイザー
- リップカレント
- レオンプライド
- レザームーン
- ロードメイプル